# Conquesta del Regne de Múrcia (1265-1266)
|  | Aquest article tracta sobre la conquesta per Jaume I. Si cerqueu la conquesta per Jaume II, vegeu «Conquesta del Regne de Múrcia (1296-1304)». |

La Conquesta de Múrcia és el nom amb què és coneguda la guerra per sotmetre la rebel·lió islàmica al Regne de Múrcia entre els anys 1264 i 1266, vassall del Regne de Castella. La revolta agafà a Alfons X el Savi ocupat en la conquesta de Sevilla, però la reina consort Violant d'Aragó, filla de Jaume I el Conqueridor, demanà ajuda a son pare ja que part del territori, al nord, va ser cedit a Castella com a dot matrimonial amb el Tractat d'Almisrà. El comte-rei aconseguí tropes amb negociacions amb nobles catalans, però no del Regne d'Aragó, a les corts de les quals només va obtenir el vist i plau per a la nova campanya militar. A finals d'octubre de 1265, Jaume I partí des de València per a sufocar les revoltes dels musulmans, en la majoria dels casos de manera incruenta amb la promesa d'atendre les seues reivindicacions religioses, polítiques i econòmiques.
La campanya acaba amb el setge de la ciutat de Múrcia en gener de 1266, amb l'entrada del rei Jaume I a la ciutat el 3 de febrer, i amb l'expulsió de la columna de tropes de l'emirat de Granada. Després de retornar el regne vassall de Múrcia al Regne de Castella, les autoritats desmantellaren el vasallatge, forçaren la deportació massiva de la població autòctona cap a Granada (via terra) o Ifríquiya (via mar) i d'altres confins peninsulars més apartats en l'interior. Amb aquest desplaçament de població, Castella va començar un procés de colonització del territori subjugat que va comptar, principalment, amb les tropes catalanes que s'hi van quedar en finalitzar la campanya.

## Antecedents

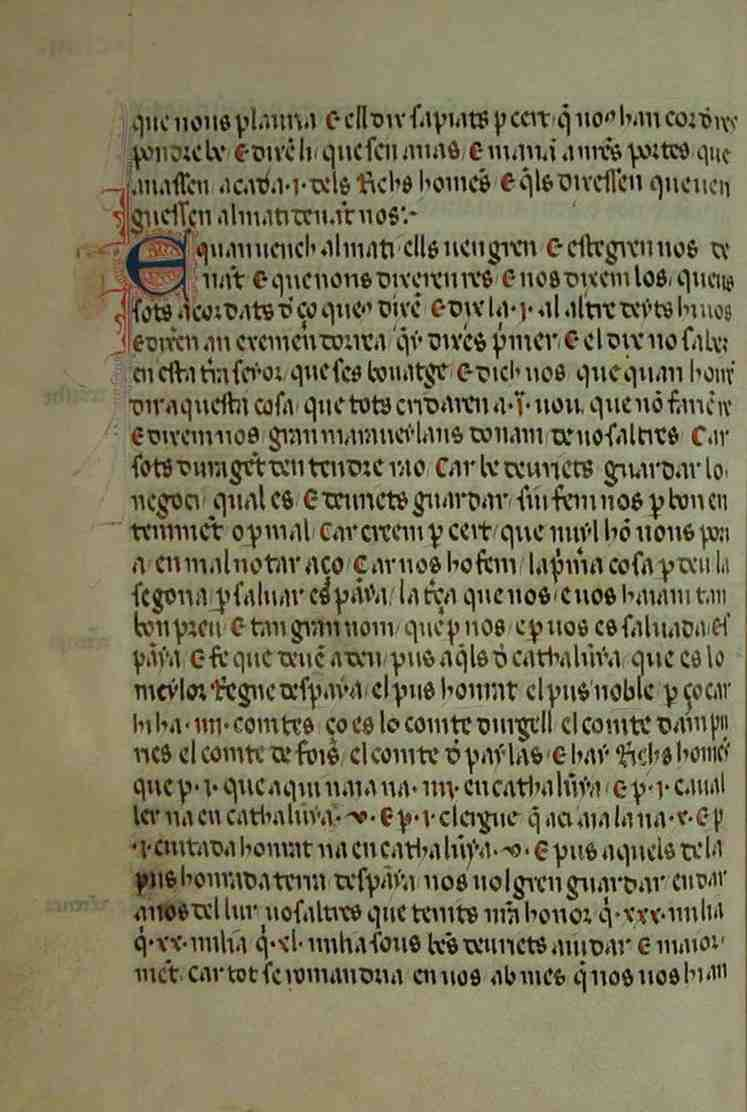
"Llibre dels feits del rei en Jacme"

En el segle X, el Comte de Barcelona, Ramon Berenguer IV reivindica el domini cristià fins a Almeria sota la seua sobirania, amb el Tractat de Tudilén. Posteriorment, el Tractat de Cazola (Sòria 1179), entre Alfons VII de Castella i Alfons II d'Aragó, estableix de la frontera entre ambdues corones, de forma genèrica, en els límits entre els emirats de Dénia i Múrcia. Així, mentre la Corona d'Aragó funda en 1239 el nou Regne de València per conquesta militar i colonització feudal, en l'any 1243 la Corona de Castella acorda amb Ibn Hud al-Dawla les capitulacions d'Alcaraz. Aquest acord convertia l'Emirat de Múrsiya en un regne mudèjar sota vassallatge de Castella, amb certa autonomia per a l'aplicació de la llei andalusina pròpia per als súbdits musulmans.
En 1244, la Corona d'Aragó i la Corona de Castella encara no tenien clara la delimitació entre ambdues corones. Després de diverses topades militars a Villena i Xàtiva, Jaume I i Alfons X acorden amb el Tractat d'Almirra la definició de la frontera, i la garanteixen amb un pacte dinàstic mitjançant el casament de Violant d'Aragó, filla de Jaume I, amb el rei castellà. Així, Alfons X rep de Jaume I el territori comprés entre Xixona i Múrcia com a cessió en forma de dot matrimonial i, per tant, condicionada a la successió dinàstica. En l'any 1249, quan Violant d'Aragó tenia tan sols 13 anys d'edat, té lloc el matrimoni amb Alfons el Savi, de 28 anys.

## La guerra
Quinze anys després del casament, en 1264, els andalusins de Múrcia es revoltaren contra l'autoritat del regne mudéjar, i encoratjats per les promeses de suport enviades des del Regne de Granada i el Marroc. Com que les forces castellanes estaven ocupades en el setge de Niebla (prop de Sevilla) i davant del risc de perdre el domini del regne de Múrcia, la reina Violant d'Aragó (amb 25 anys) intervé en nom d'Alfons X i demana ajuda al seu pare, Jaume I, a través d'una carta escrita per ella mateixa, demanant-li ajuda militar per a sufocar-hi la sublevació i assegurar així el domini cristià de Múrcia.
Jaume el Conqueridor, temorós que la revolta s'estengués al Regne de València, també poblat majoritàriament per andalusins, va dur a terme una campanya militar que va suposar una conquesta cristiana militar sobre el regne mudèjar de Múrcia. Ràpidament, el monarca va demanar el vist-i-plau a les respectives corts d'Aragó i de Catalunya per a intervenir militarment en ajuda del seu gendre. Malgrat les reticències de la noblesa militar catalana, la conquesta del regne de Múrcia va ser efectuada exclusivament per soldats catalans, encara que aquesta no va ser la idea inicial, ja que el mateix Jaume havia requerit prèviament a les corts de Saragossa que els aragonesos col·laboressin en la seva campanya murciana, però que per a enuig del rei conqueridor, finalment van renunciar a qualsevol intervenció. Aquesta indignació envers la noblesa militar aragonesa va quedar reflectida en el seu discurs en el parlament, on Jaume I d'Aragó també va aprofitar per a fer un apassionat elogi a Catalunya, qui segons el rei, era el millor regne dels cinc d'Espanya:
| \| « \| E direm nos: Gran maraueylans donam de uosaltres, car sots dura gent dentendre rao, car be deuriets guardar lo negoci qual es, e deuriets guardar siu fem nos per bon enteniment o per mal: car creem per cert que nuyl hom nons poria en real notar aço, car nos ho fem la primera cosa per Deu, la segona per saluar Espanya, la terça que nos e uos haiam tan bon preu e tan gran nom que per nos e per uos es saluada Espanya. E fe que deuem a Deu, pus aquels de Cathalunya, que es lo meylor Regne Despanya, el pus honrat, el pus noble, perço car hi ha ·IIII· comtes, ço es lo comte Durgell, el comte Dampuries, el comte de Fois, el comte de Paylas: e hay Richs homens, que per ·I· que aqui[nota 1] naja na ·IIII· en Cathalunya, e per ·I· caualler na en Cathalunya ·V·, e per ·I· clergue que aci haja la na ·X·, e per ·I· ciutada honrat na en Cathalunya ·V·: e pus aquels de la pus honrada terra Despanya nos uolgren guardar en dar a nos del lur, uosaltres que tenits nostra honor, qui ·XXX· milia, qui ·XX· milia, qui ·XL· milia sous, bens deuriets aiudar, e maiorment car tot se romandria en uos, ab mes que nos uos hi anadiriem del nostre. E ells dixeren que nou farien daquela manera per re del mon. \| » \| | |   |
| —El Llibre dels Feyts, cap. 392 | |   |
| « | E direm nos: Gran maraueylans donam de uosaltres, car sots dura gent dentendre rao, car be deuriets guardar lo negoci qual es, e deuriets guardar siu fem nos per bon enteniment o per mal: car creem per cert que nuyl hom nons poria en real notar aço, car nos ho fem la primera cosa per Deu, la segona per saluar Espanya, la terça que nos e uos haiam tan bon preu e tan gran nom que per nos e per uos es saluada Espanya. E fe que deuem a Deu, pus aquels de Cathalunya, que es lo meylor Regne Despanya, el pus honrat, el pus noble, perço car hi ha ·IIII· comtes, ço es lo comte Durgell, el comte Dampuries, el comte de Fois, el comte de Paylas: e hay Richs homens, que per ·I· que aqui naja na ·IIII· en Cathalunya, e per ·I· caualler na en Cathalunya ·V·, e per ·I· clergue que aci haja la na ·X·, e per ·I· ciutada honrat na en Cathalunya ·V·: e pus aquels de la pus honrada terra Despanya nos uolgren guardar en dar a nos del lur, uosaltres que tenits nostra honor, qui ·XXX· milia, qui ·XX· milia, qui ·XL· milia sous, bens deuriets aiudar, e maiorment car tot se romandria en uos, ab mes que nos uos hi anadiriem del nostre. E ells dixeren que nou farien daquela manera per re del mon. | » |

Els enfrontaments armats, però, van tenir lloc únicament en els últims mesos de la campanya, ja que Jaume I va dur una tàctica basada en la combinació de ràtzies sobre els camps de conreu, comandades pel seu fill, l'infant Pere, amb posteriors negociacions parlamentades amb els andalusins ja temerosos a la seua arribada. En arribar a Alacant el 21 de novembre de 1265, ja havia sufocat de forma negociada les revoltes de Villena, Elda i Petrer. Jaume I negociava la rendició dels mudèjars a canvi d'intercedir ell mateix davant el monarca castellà sobre les reclamacions dels murcians andalusins. Les reclamacions eren bàsicament el que feia referència al manteniment del dret tradicional andalusí (fiqh), la propietat de terres i el mal tracte que patia este col·lectiu. A la vila alacantina, el rei de València es reuneix amb els infants Pere, Jaume i els seus cavallers a l'església de Sant Nicolau per organitzar la presa d'Elx l'endemà i els demanà de no alçar l'espasa si no ho ordenava explícitament. Esta indicació és conseqüència de la reunió en secret que va tenir lloc, també a Alacant, amb dos emissaris de la vila il·licitana: Muhammad ibn Galib i un torsimany jueu, Astruc Bonsenyor, amb qui acordà els termes de la rendició pacífica d'Elx.

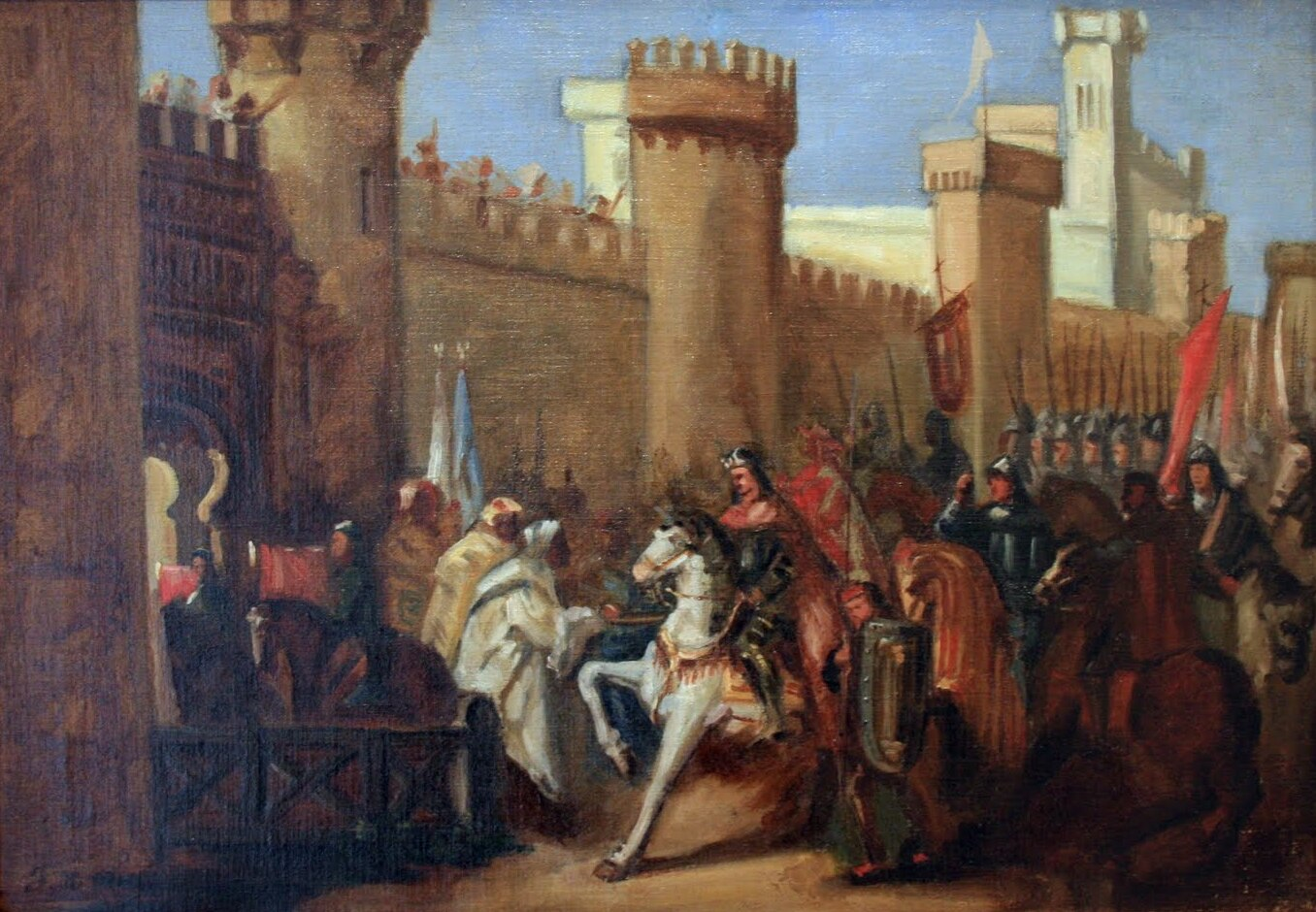
L'entrada de Jaume I a Múrcia l'any 1266, després de la capitulació musulmana.

L'empresa de conquesta catalana va durar fins al 1266 en acabar la presa de la ciutat de Múrcia, en derrotar el cabdill de la revolta musulmana Muhàmmad ibn Hud Bihà-ad-Dawla. No obstant això, amb tal de garantir el domini cristià del regne subjugat perquè Castella poguera ocupar-la de nou tard o d'hora, Jaume I hi va deixar un contingent de rereguarda en el seu camí de tornada que es calcula en vora 10.000 cavallers armats a tot el regne mudèjar.

## Conseqüències

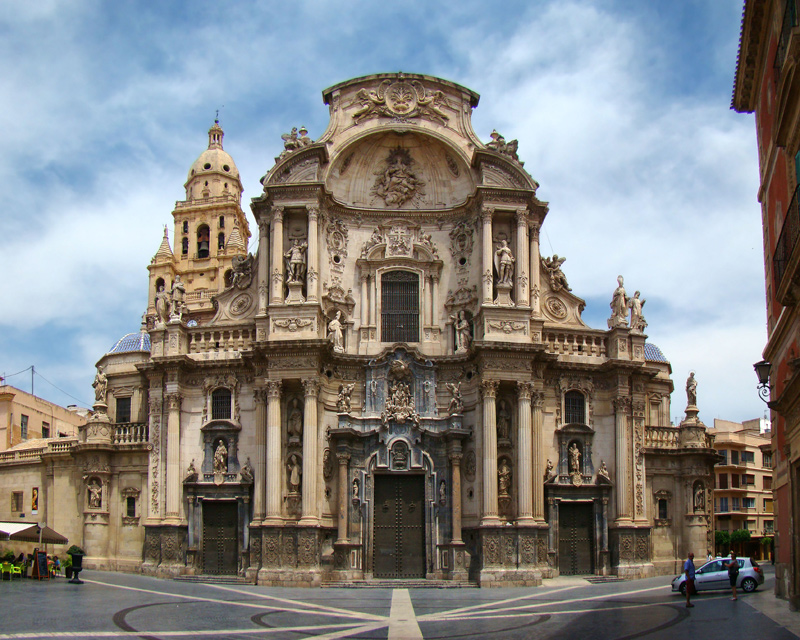
Després de la conquesta de Múrcia, Jaume I impartí llei des de la mesquita i la va consagrar com a església, actualment Catedral de Múrcia.

Els conqueridors n'expulsaren les tropes granadines i hi assentaren una població de 10.000 colons militaritzats i majoritàriament catalans, a fi d'assegurar el sotmetiment de la població autòctona andalusí. Subjugat el regne i destruïda la rebel·lió, el rei Jaume I el Conqueridor retornà la sobirania del Regne de Múrcia a la Corona de Castella, respectant els límits estipulats al Tractat d'Almizra.
Arran de la repoblació inicial, feta amb catalans, el català esdevingué la llengua d'ús preferent al regne. Seixanta anys després de la conquesta de Jaume I, Ramon Muntaner recollia en la seva Crònica aquest fet:
| «                                                | E com la dita ciutat [Múrcia] hach presa e poblada tota de Cathalans, e axi mateix Oriola e Elx e Guardamar e Alacant e Carthagenia e los altres llochs; si que siats certs, que tots aquells qui en la dita ciutat de Murcia o els dauant dits llochs son poblats son vers Cathalans e parlen del bell cathalanesch del mon. | » |
| — Ramon Muntaner, Crònica (1325-1328), cap. XVII | |   |